# Le Blondel de Beauregard de Viane
Vous pouvez aider à l'améliorer ou bien discuter des problèmes sur sa page de discussion.
- Il ne cite pas suffisamment ses sources. Vous pouvez indiquer les passages à sourcer avec {{référence nécessaire}} ou {{Référence souhaitée}}, et inclure les références utiles en les liant aux notes de bas de page. (Marqué depuis mars 2025)
- Certaines informations devraient être mieux reliées aux sources mentionnées dans la bibliographie ou les liens externes. Améliorez sa vérifiabilité en les associant par des références. (Marqué depuis mars 2025)
- Son texte doit être wikifié : il ne correspond pas à la mise en forme Wikipédia (style, typographie, liens internes, liens entre les wikis, etc.). (Marqué depuis mars 2025)

- Archive Wikiwix
- Bing
- Cairn
- DuckDuckGo
- E. Universalis
- Gallica
- Google
- G. Books
- G. News
- G. Scholar
- Persée
- Qwant
- (zh) Baidu
- (ru) Yandex
- (wd) trouver des œuvres sur Wikidata

 (mars 2025).
Les Blondel de Beauregard de Viane étaient une ancienne famille noble dont les membres appartenaient à la noblesse du Royaume-Uni des Pays-Bas depuis 1816, puis à la noblesse belge, et qui s'est éteinte en 2009.

## Histoire
En 1554, l'empereur Charles V accorde au militaire Jacques de Blondel, seigneur de Cuinchy, le titre personnel de chevalier. En 1585, le roi Philippe II élève la seigneurie de Cuinchy au rang de baronie pour son fils Antoine, qui lui accorde également le titre de baron par primogéniture. En 1614, l'archiduc Albert accorde le titre personnel de chevalier au fils cadet de ce dernier, Louis de Blondel.
En 1816, Eustache de Blondel de Beauregard de Viane, fils de Jean-Baptiste de Blondel, seigneur de Beauregard (1737-1803), se faisant appeler baron, et de Reine-Elisabeth de Partz (1747-1814), dame de Viane, fut nommé chevalier de Flandre orientale, suivi en 1819 d'un acte d'épreuve avec le titre de baron. La première liste de noblesse précise que le titre de baron était transmissible à tous les descendants.

### Descriptions des armes
Blondel de Beauregard: De sable à la bande d'or. Cimier : une tête de licorne d’or. Support : deux griffons d'or, armés et lampassés de gueules. Cri de guerre: GONNELIEU !  Armorial de Rietstap

## Quelques rejetons
Eustache baron de Blondel de Beauregard de Viane (1775-1848), membre de la Chevalerie de Flandre Orientale
- Alfred Baron de Blondel de Beauregard de Viane (1811-1876)
  - Paul Baron de Blondel de Beauregard de Viane (1848-1917)
    - Jean Baron de Blondel de Beauregard de Viane (1887-1926)
      - Nelly Baronne de Blondel de Beauregard de Viane (1921-2009), dernière descendante de la famille
- Léonie baronne de Blondel de Beauregard de Viane (1819-1869) ; mariée en 1839 à Ernest baron de Steenhault de Waerbeek (1815-1886), député